# One United Properties
One United Properties S.A. este o companie românească, specializată în dezvoltări imobiliare, fondată în 2007 de Andrei Diaconescu și Victor Căpitanu, care au pus bazele casei de investiții Capital Partners. Lucrările la primul ansamblul rezidențial dezvoltat au început în 2011 în paralel cu achiziția de terenuri situate în partea de nord a Bucureștiului. Pe lângă dezvoltările imobiliare finalizate și tranzactiile imobiliare încheiate, în prezent, sunt în curs de autorizare și în construcție proprietăți imobiliare rezidențiale, comerciale și de birouri.
One United Properties are mai multe dezvoltări rezidențiale deja finalizate (peste 600 de unități și 100.000+ mp), în construcție și în curs de dezvoltare, precum One Peninsula sau One Modrogan. 
One United Properties s-a listat la Bursa de Valori Bucuresti. Acțiunile companiei au început să se tranzacționeze pe piața principală, sub simbolul bursier ONE, pe data de 12 iulie, devenind a treia cea mai mare companie antreprenorială românească listată și a intrat în primele zece companii listate, în conformitate cu capitalizarea de piață IPO. Din data de 20 septembrie 2021, acțiunile One United Properties au intrat în indicele Bucharest Exchange Trading (BET), care urmărește evoluția celor mai lichide acțiuni listate la Bursa de Valori București. În data de 20 noiembrie 2021, FTSE Russell a anunțat ca acțiunile One United Properties vor intra, începând cu 20 Decembrie 2021 in indicele FTSE Russell All Cap. Compania are free-float pe bursa de 40%.
One United Properties este membru al AmCham și al Green Building Council România.

## Istoric și proiecte
Dezvoltări finalizate:
- One Floreasca Lake, demarat în 2011, finalizat în 2013;
- Madrigalului Residence, demarat în 2013, finalizat în 2014;
- One Herăstrău Park, demarat în 2015, finalizat în 2017;
- One Charles de Gaule, demarat în 2015, finalizat în 2018;
- One Herăstrău Plaza, demarat în 2018, finalizat în 2019;
- One North Gate, achiziționat în 2017, sediu central 2019[11];
- One Herăstrău Towers, demarat în 2018, finalizat în 2021;
- One Floreasca City compus din One Mircea Eliade și One Tower, demarat în 2018, finalizat în 2021;
- One Rahmaninov, demarat in 2013, finalizat în 2020;
- One Mamaia Nord, demarat în 2018, finalizat în 2021;
- One Cotroceni Park (segmentul de birouri), demarat în 2019, finalizat in 2023;
- One Verdi Park, demarat în 2019, finalizat in 2023;
- One Floreasca Vista, demarat în 2020, finalizat in 2023

Dezvoltări aflate în constructie sau autorizare:
- One Timpuri Noi, demarat în 2019;
- One Modrogan, demarat în 2020;
- One Peninsula, demarat în 2020;
- One Lake District, demarat în 2021;
- One Lake Club, demarat în 2022;
- One Floreasca Towers, demarat în 2022;
- One Herastrau Vista, demarat în 2022;
- One High District, demarat în 2022;
- One Athenee (clădire istorică, a aparținut familiei Braikoff, proiectată de John Elisée Berthet)[12].
- One City District, demarat în 2025;

## Rezultate financiare
Rezultate financiare consolidate ale grupului One United Properties pe ultimii patru ani.
| Anul             | 2019   | 2020   | 2021     | 2022     | 2023     | 2024     |
| ---------------- | ------ | ------ | -------- | -------- | -------- | -------- |
| Cifra de afaceri | 396,37 | 536,80 | 1.120,02 | 1.166,12 | 1.247,38 | 1.473,62 |
| Profit net       | 197,40 | 176,93 | 509,69   | 502,48   | 1.495,10 | 1.209,93 |

## Premii
One United Properties a câștigat premii, precum: One Technology District – “Office Lease Transaction of the Year” (SEE Property Forum & Awards, octombrie 2024), „Future Retail Project of the Year” (2025) pentru Marketta Food Hall și „Lifetime Achievement” acordat lui Victor Căpitanu la SEE Real Estate Awards, „Excellent Architecture” (2024) pentru One Floreasca Vista la A’ Design Award – Iron Winner, "Best Involvement in Society & Urban Revitalization Strategy" (2023) la Realty Forum organizat de Business Review , "Consistent Profitability and Sustained Growth Over the Past Decade" (2023) la Galei Forbes România Liga Campionilor în Business , "The Best Urban Regeneration Development" (2023) la Gala Forbes Residential Buildings – The New Way of Living ,  "Diploma of Excellence" (2023) la Galei Asociației Furnizorilor Casei Regale a României , "Public Listed Company of the Year" (2023) la Gala Business Review Awards , "The largest rental transaction" (2023) la Gala Forbes Best Office Buildings , "Residential Developer of the Year" (2022) la Gala SEE Real Estate Awards, ”Listing of the Year” (2022) la Gala Forbes Best Office Buildings, „Residential Developer of the Year” (2021) la Gala Real Estate Magazine, ”Best Residential Developer” (2021) la Gala CIJ Awards Romania, ”Best Co-Working Community” (2021) la Gala CIJ Awards Romania pentru dezvoltarea One Floreasca City, “Leader Green Developer and Development” (în 2020) la CIJ Awards Romania, Forbes Green Award, „Residential Project of the Year” (în 2018 și 2019) la SEE Real Estate Awards Gala, „Best Residential Redevelopment”, „Best Mixed-Use Development”, „Best Sustainable Residential Development” și „Best Residential High-Rise Development” (2020) la European Property Awards. 
Începând cu anul 2017 toate proiectele rezidențiale One United Properties au primit certificarea de „Locuințe Verzi” din partea Consiliului Român pentru Clădiri Verzi. 
Proiectele de birouri din portofoliu, sunt certificate sau în curs de certificare WELL și/sau LEED PLATINUM din partea US Green Building Council (în română: Consiliul pentru Clădiri Verzi din SUA), una dintre cele mai exigente certificări privind impactul asupra mediului și performanța de mediu.